# Arecibo Catena
L'Arecibo Catena (fino a marzo 2013 Arecibo Vallis) è una catena presente sulla superficie di Mercurio, a 27,72° di latitudine sud e 28,23° di longitudine ovest.
La catena è stata battezzata dall'Unione Astronomica Internazionale con lo stesso nome del radiotelescopio di Arecibo, sito a Porto Rico.

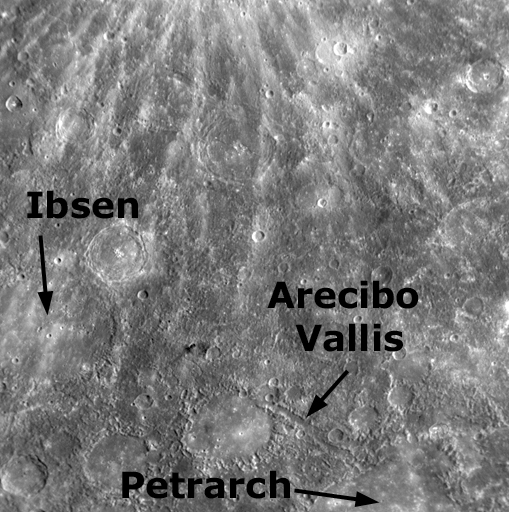